# 162-й меридіан західної довготи
162-й меридіан західної довготи — лінія довготи, що лежить на 162 градуси західніше Гринвіцького меридіана. Вона проходить від Північного полюса через Північний Льодовитий океан, Північну Америку, Тихий океан, Південний океан та Антарктиду до Південного полюса.
162-й меридіан західної довготи формує велике коло разом із 18-тим меридіаном східної довготи.

## Список географічних об'єктів, що перетинає 162° зх. д.
Починаючи на Північному полюсі та рухаючись до Південного полюса, 162-й меридіан західної довготи проходить через:
| Координати                                                   | Країна, територія або море | Примітки |
| ------------------------------------------------------------ | -------------------------- | --- |
| 90°0′ пн. ш. 162°0′ зх. д. / 90.000° пн. ш. 162.000° зх. д.  | Північний Льодовитий океан | |
| 71°40′ пн. ш. 162°0′ зх. д. / 71.667° пн. ш. 162.000° зх. д. | Чукотське море             | |
| 70°18′ пн. ш. 162°0′ зх. д. / 70.300° пн. ш. 162.000° зх. д. | США                        | Аляска |
| 67°2′ пн. ш. 162°0′ зх. д. / 67.033° пн. ш. 162.000° зх. д.  | Чукотське море             | Затока Хотем[en] |
| 66°37′ пн. ш. 162°0′ зх. д. / 66.617° пн. ш. 162.000° зх. д. | США                        | Аляска — проходить через півострів Болдуїн[en] |
| 66°35′ пн. ш. 162°0′ зх. д. / 66.583° пн. ш. 162.000° зх. д. | Чукотське море             | Затока Коцебу |
| 66°3′ пн. ш. 162°0′ зх. д. / 66.050° пн. ш. 162.000° зх. д.  | США                        | Аляска — проходить через півострів Сьюард |
| 64°42′ пн. ш. 162°0′ зх. д. / 64.700° пн. ш. 162.000° зх. д. | Берингове море             | Протока Нортона |
| 63°27′ пн. ш. 162°0′ зх. д. / 63.450° пн. ш. 162.000° зх. д. | США                        | Аляска |
| 59°49′ пн. ш. 162°0′ зх. д. / 59.817° пн. ш. 162.000° зх. д. | Берингове море             | Затока Кускоквім[en] |
| 59°14′ пн. ш. 162°0′ зх. д. / 59.233° пн. ш. 162.000° зх. д. | США                        | Аляска |
| 59°10′ пн. ш. 162°0′ зх. д. / 59.167° пн. ш. 162.000° зх. д. | Берингове море             | Затока Кускоквім[en] |
| 58°41′ пн. ш. 162°0′ зх. д. / 58.683° пн. ш. 162.000° зх. д. | США                        | Аляска — проходить через мис Ньюенхем |
| 58°37′ пн. ш. 162°0′ зх. д. / 58.617° пн. ш. 162.000° зх. д. | Берингове море             | Бристольська затока |
| 55°48′ пн. ш. 162°0′ зх. д. / 55.800° пн. ш. 162.000° зх. д. | США                        | Аляска — проходить через півострів Аляска |
| 55°5′ пн. ш. 162°0′ зх. д. / 55.083° пн. ш. 162.000° зх. д.  | Тихий океан                | Проходить західніше островів Ілясік[en], Аляска, США проходить західніше острова Ніхоа, Гаваї, США Проходить східніше атола Пальміра, Зовнішні малі острови США |
| 60°0′ пд. ш. 162°0′ зх. д. / 60.000° пд. ш. 162.000° зх. д.  | Південний океан            | |
| 78°5′ пд. ш. 162°0′ зх. д. / 78.083° пд. ш. 162.000° зх. д.  | Антарктида                 | Проходить через Територію Росса (претендує Нова Зеландія) |